# Dimmi addio
Dimmi addio (Repeat Performance) è un film del 1947 diretto da Alfred L. Werker.
È un film noir a sfondo giallo e fantastico (la trama vede un salto indietro nel tempo) statunitense con Louis Hayward, Joan Leslie, Virginia Field, Tom Conway, Richard Basehart e Natalie Schafer. È tratto dal romanzo del 1942 Repeat Performance di William O'Farrell. È un remake di Turn Back the Clock del 1933 e nel 1989 ne è stato prodotto un altro remake televisivo, Un minuto a mezzanotte.

## Trama
Capodanno 1947. Sheila Page si trova davanti al cadavere di suo marito Barney con una pistola in mano. Va nel panico e si rivolge ad alcuni suoi amici. Ad un certo punto desidera intensamente che ciò che è accaduto non fosse mai successo e di poter rivivere l'anno appena finito.
Magicamente il suo desiderio viene esaudito e viene trasportata, in un viaggio a ritroso nel tempo, di nuovo all'inizio del 1946 con suo marito. Sheila tenta di rivivere l'anno senza fare gli errori che ha commesso e che poi alla fine hanno portato alla morte del coniuge.
La storia culmina nuovamente alla vigilia di Capodanno del 1947 e tutti gli avvenimenti sembrano portare, inesorabilmente, alla stessa conclusione.

## Produzione
Il film, diretto da Alfred L. Werker su una sceneggiatura di Walter Bullock con il soggetto di William O'Farrell, fu prodotto da Aubrey Schenck per la Aubrey Schenck Productions e girato da fine dicembre 1946 a fine febbraio 1947.

## Distribuzione
Il film fu distribuito con il titolo Repeat Performance negli Stati Uniti dal 22 maggio 1947 dalla Eagle-Lion Films.
Altre distribuzioni:
- in Messico il 14 gennaio 1948 (El destino se repite)
- in Svezia il 21 gennaio 1949 (Ödets natt)
- in Australia il 1º dicembre 1949
- negli Stati Uniti il 4 marzo 2013 (UCLA Festival of Preservation)
- negli Stati Uniti il 7 aprile 2013 (Noir City Film Festival)
- in Brasile (O Destino Se Repete)
- in Italia (Dimmi addio)

## Critica
Secondo Fantafilm "la storia funziona bene e si sviluppa come un insolito noir da una fantasiosa situazione di salto nel tempo" anche se diverse valutazioni sottolineano l'interpretazione della Hayward che non sarebbe all'altezza.